# Skaliczek rudonogi
Skaliczek rudonogi (Pronolagus rupestris) – gatunek ssaka z rodziny zającowatych (Leporidae).

## Zasięg występowania
Skaliczek rudonogi występuje we wschodniej i południowej Afryce zamieszkując w zależności od podgatunku:
- P. rupestris rupestris – północna i północno-zachodnia Południowa Afryka (Prowincja Północno-Zachodnia i Prowincja Przylądkowa Zachodnia); ostatni osobnik został znaleziony w południowej Namibii (Keetmanshoop), więc zasięg może być ciągły od Południowej Afryki przez rzekę Oranje.
- P. rupestris curryi – północna Południowa Afryka (Wolne Państwo).
- P. rupestris nyikae – wschodnia Zambia i północne Malawi.
- P. rupestris vallicola – południowo-zachodnia Kenia i środkowa Tanzania.

## Taksonomia
Gatunek po raz pierwszy naukowo opisał w 1834 roku szkocki zoolog A. Smith nadając mu nazwę Lepus rupestris. Holotyp pochodził prawdopodobnie z   dystryktu Vanrhynsdorp, w Prowincji Przylądkowej Zachodniej, w Południowej Afryce.
Pronolagus saundersiae był do niedawna traktowany jako podgatunek P. rupestris. Pozycja systematyczna tych dwóch bardzo odmiennych populacji wymaga wyjaśnienia, ponieważ prawdopodobnie nie występuje między nimi przepływ genów. Zasięg występowania P. rupestris nie pokrywa się z zasięgiem P. randensis, P. saundersiae i P. crassicaudatus. Ponieważ systematycy dopiero starają się wyjaśnić zróżnicowanie gatunkowe w obrębie rodzaju Pronolagus, taksonomia podgatunkowa nie jest jeszcze ustalona. Oryginalne opisy podgatunków często nie są zbyt pomocne, gdyż opierają się głównie na niewielu cechach zewnętrznych i małej liczbie okazów. W dokładniejszych badaniach wykazano, że zmienność jest ekoklinalna, dlatego też rozróżnienie podgatunków może być arbitralne i nieuzasadnione. Autorzy Illustrated Checklist of the Mammals of the World rozpoznają cztery podgatunki.

### Etymologia
- Pronolagus: gr. προνο- prono- „przed”, od προνοεω pronoeō „przewidzieć”[14]; λαγoς lagos „zając”[15].
- rupestris: nowołac. rupestris „mieszkaniec skał, górski”, od łac. rupes, rupis „skała”, od rumpere „rozbić”[16].
- curryi: A.W. Curry (?–?), nieznana osoba, która odłowiła holotyp[17].
- nyikae: Nyika Plateau, północne Malawi (w chwili odłowu holotypu jako Nyasaland)[16].
- vallicola: łac. vallis „dolina”; -cola „mieszkaniec”, od colere „mieszkać”[16].

## Morfologia
Długość ciała (bez ogona) 380–540 mm, długość ogona 50–115 mm, długość ucha 80–110 mm, długość tylnej stopy 85–100 mm; masa ciała 1,4–2,1 kg. Grzbiet brązowy, spód ciała biały. Pysk i  uszy szare.

## Ekologia
Prowadzą nocny tryb życia. Płochliwe, podczas ucieczki wydają charakterystyczne odgłosy, prawdopodobnie służące do odstraszenia drapieżnika lub ostrzeżenia reszty stada. Często żyją bardzo blisko zwierząt z rodziny góralkowatych, czasami dzielą z nimi nory. Roślinożerne, żywią się trawą, ziołami i pędami krzewów.
Po miesiącu ciąży samica rodzi w gnieździe wyłożonym roślinami i jej własnym futrem 1-2 młode. Noworodki są ślepe i pokryte rzadkim futrem.